# Дымов, Вадим Георгиевич
Вади́м Гео́ргиевич Ды́мов (имя при рождении — Вади́м Гео́ргиевич Засы́пкин; род. 1971, Уссурийск, Приморский край) — российский предприниматель, владелец мясоперерабатывающей компании «Дымов», фабрики по производству керамики «Дымов Керамика» в Суздале, основатель сети книжных магазинов «Республика» и издательства «Третья смена». Заслуженный работник пищевой индустрии Российской Федерации (2022).

## Биография
Вадим Засыпкин родился в Уссурийске 27 августа 1971 года. Окончил Уссурийское суворовское военное училище (1988), учился в Донецком высшем военно-политическом училище (1986—88), на факультете правоведения Дальневосточного государственного университета (1992—1999), в магистратуре исторического факультета МГУ. Интерес Дымова был сосредоточен на отечественной истории конца XIX — начала XX века, магистерскую диссертацию писал по деятельности Владимира Джунковского.
Служил в Киевском краснознамённом военном округе, после увольнения с военной службы был помощником председателя суда в Первореченском районном суде города Владивостока.

## Предпринимательство

### Мясная промышленность
В 1997 году Вадим Засыпкин и Александр Труш основали во Владивостоке компанию «Ратимир», которая к концу 2000-х стала одним из крупнейших мясоперерабатывающих предприятий на Дальнем Востоке. В 2001 году предприниматели открыли на базе обанкротившегося Крылатского мясокомбината в Москве компанию «Дымов». В том же году Вадим Засыпкин сменил фамилию, став настоящим Дымовым. 
В 2006 году Дымов познакомился с Аркадием Новиковым и спустя год партнёры открыли сеть  городских ресторанов «Дымов №1».
К концу 2010-х «Дымов» стал одним из крупнейших российских производителей колбас и мясных изделий. В структуру группы компаний входят мясоперерабатывающие заводы в Москве, Красноярске и Дмитрове, и животноводческие комплексы в Ивановской и Владимирской областях, Краснодарском крае и Красноярском крае. В 2020 году выручка компании составила 8,6 млрд рублей, чистая прибыль — 338,8 млн рублей.

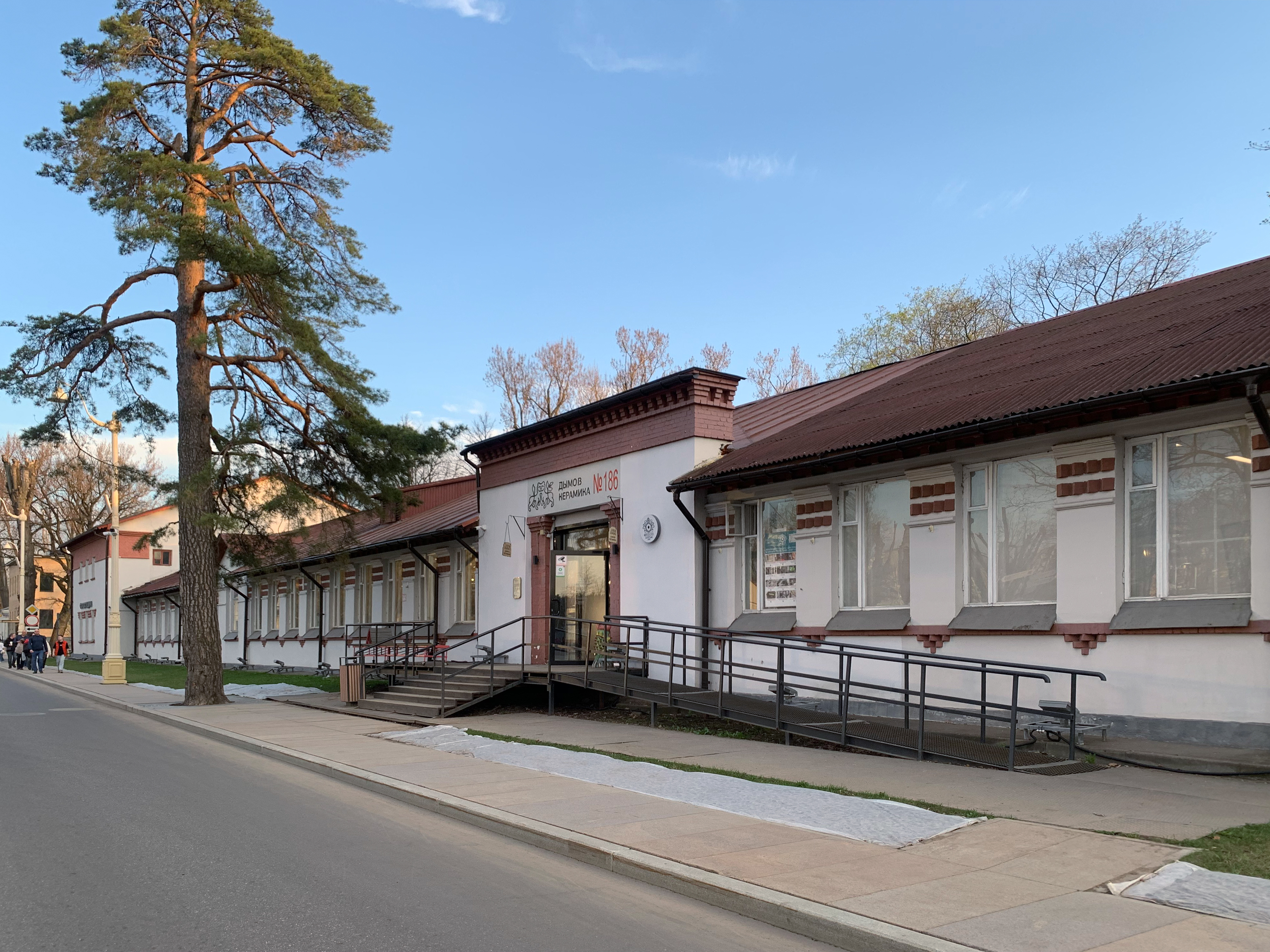
Павильон «Дымов керамикаа» на ВДНХ в Москве

### Керамика
В 2003 году Дымов и его супруга Евгения Зеленская основали в Суздале керамическую мануфактуру «Дымов керамика». От первоначальной идеи небольшой мастерской, выпускающей штучные изделия ручной работы, вскоре отказались в пользу производства посуды по традиционным образцам и технологиям. 
Некоторые серии мануфактура выпускала совместно с современными художниками: росписи для дымовской посуды, например, создавали Андрей Бартенев и Соня Уткина, с «Дымов керамикой» сотрудничали Карина Кино, Ирина Тотибадзе, Александр Ерашов. При мануфактуре работает гончарная школа. 
За 2017 год «Дымов керамика» выпустила 90 тысяч единиц керамических изделий, а в 2018 году мощность производства была увеличена до плановых 40 тысяч изделий в год.

### Книготорговля и книгоиздание
Книжная сеть «Республика» началась в 2006 году с первого магазина на Тверской улице. По словам Дымова, он вырос под влиянием литературы и всегда интересовался книжным бизнесом. По формату «Республика» отличалась от традиционных книжных магазинов середины 2000-х: там не продавалась массовая развлекательная литература, зато проходили кинопоказы, концерты, лекции, презентации книг и мастер-классы. Из-за особенностей бизнес-модели «Республика» вышла на постоянную прибыль только к 2015 году.
Тогда же открылся первый магазин «Республики» в Санкт-Петербурге, а в 2018 году заработал интернет-магазин. К 2019 году сеть насчитывала почти 40 магазинов в Москве, Петербурге, Новосибирске и Екатеринбурге, что делало её одной из крупнейших независимых книжных сетей в стране. Положение компании подкосили антиковидные ограничения в 2020 году, которые наложились на высокие операционные расходы. В 2021 году «Республику» и 9 сохранившихся магазинов приобрёл казахстанский предприниматель Игорь Дериглазов, в числе прочего владеющий магазинами книг и видеоигр «Меломан».
Параллельно с открытием первых «Республик» в 2006 году Дымов основал собственное книжное издательство «Третья смена», которое по лицензии британской Murdoch Books начало выпускать серию кулинарных книг. Кроме того, издательство имело контракты с Bonnier Carlsen и Cappelen на издание в России детской литературы.

## Общественная деятельность
Дымов входил в генеральный совет общероссийской общественной организации «Деловая Россия». Был членом «Единой России», вступление в которую в интервью Наталье Синдеевой объяснял желанием разобраться в механиках работы политической системы. 
Фамилия Дымова звучала в списке претендентов на участие в либеральном клубе внутри «Единой России». Сам себя Вадим Георгиевич считает правым, выступает за реформирование судебной системы в России, против частых изменений в законодательстве из-за «отсутствия понятных долгосрочных правил игры», предлагает больше акцентировать внимание на внутренней политике, нежели на внешней, сторонник мнения о том, что в современном мире практика виз и паспортов устарела. 
В 2011 году поддержал митингующих на Болотной площади за их идею диалога между властью и оппозицией и заявил о том, что людям всё равно, какая партия будет представлять их интересы, главное – жить в комфорте и быть услышанными. 
В начале марта 2012 года вошёл в список кандидатов на пост Губернатора Приморского края от «Единой России». Дымов называет это идеей Дмитрия Медведева, по его инициативе ещё в 2011 году был звонок от Суркова, в котором Владислав Юрьевич расспросил Дымова о его отношении к разным политическим событиям и о том, что он считает важным для общества, после чего решение о назначении было названо важным для развития страны, однако Дымов посчитал, что для него важнее остаться предпринимателем, хотя идея губернаторства его вдохновила. 
В 2014 году выступил против войны с Украиной, считая при этом, что интересы русскоговорящих людей были действительно попраны, также подчеркнул, что украинский народ не состоит из одних бандеровцев, и те, кто хотел свободы и верил в светлое будущее, были обмануты Януковичем. 
В 2016 году отказался от предложения Бориса Титова вступить в «Партию Роста», объяснив это нежеланием в данный момент заниматься политикой. 
В июне 2018 года Вадим Дымов и писатель-фантаст Сергей Лукьяненко запустили сайт движения «За Собянина» в поддержку кандидатуры Сергея Собянина на предстоящих выборах мэра Москвы. 
В августе 2019 года Дымов создал сайт, на котором можно было пообщаться с кандидатами от «партии власти», идущими на выборы в Мосгордуму. 
В июле 2020 года на прилавках книжных магазинов «Республика», владельцем которых является Дымов, на фоне принятых поправок в Конституцию, старая её версия была выложена под текстом «теперь она ничего не стоит». 
В качестве эксперта в сфере промышленности и предпринимательства состоял в экспертных советах при Правительстве России. Наставник конкурса «Лидеры России». Член правления межотраслевой ассоциации производителей и поставщиков продовольственных товаров «Руспродсоюз».

### Суздаль
В 2016 году Дымов вошёл в совет по развитию Суздаля, а в 2020 году выступил одним из создателей АНО «Суздальская инициатива», которая занимается сохранением исторической памяти, развитием социальных, образовательных и культурных инициатив, развитием городской среды и поддержкой талантливой молодёжи.

## Личная жизнь
Женат на Евгении Зеленской, у них трое детей – Пётр, Андрей (родился в 2007 году) и Сергей.
Живёт в Москве, по выходным в Суздале.
Среди увлечений Вадима Дымова мотоциклы, быстрая езда, горные лыжи. Также предприниматель играет на электрогитаре, собирает работы художника Андрея Майорова и коллекционирует старые советские магнитофоны и виниловые пластинки. Любимые музыкальные группы Дымова – New Order, Duran Duran, Manic Street Preachers и Joy Division. Дымов – болельщик ФК «Ливерпуль». Является приятелем Михаила Зыгаря. Дымов считает, что его мировоззрение сформировали Толстой, Пушкин, Лихачёв, Сахаров и его близкие друзья, в том числе Ермолай Солженицын, сын писателя Александра Солженицына.

## Награды
- Заслуженный работник пищевой индустрии Российской Федерации (8 августа 2022 года) — за заслуги в области пищевой индустрии и многолетнюю добросовестную работу[44].
- Благодарность Правительства Российской Федерации (25 июня 2025 года) — за большой вклад в подготовку и проведение мероприятий, посвящённых празднованию 1000-летия основания г. Суздаля Владимирской области[45].